# Табула (гра)

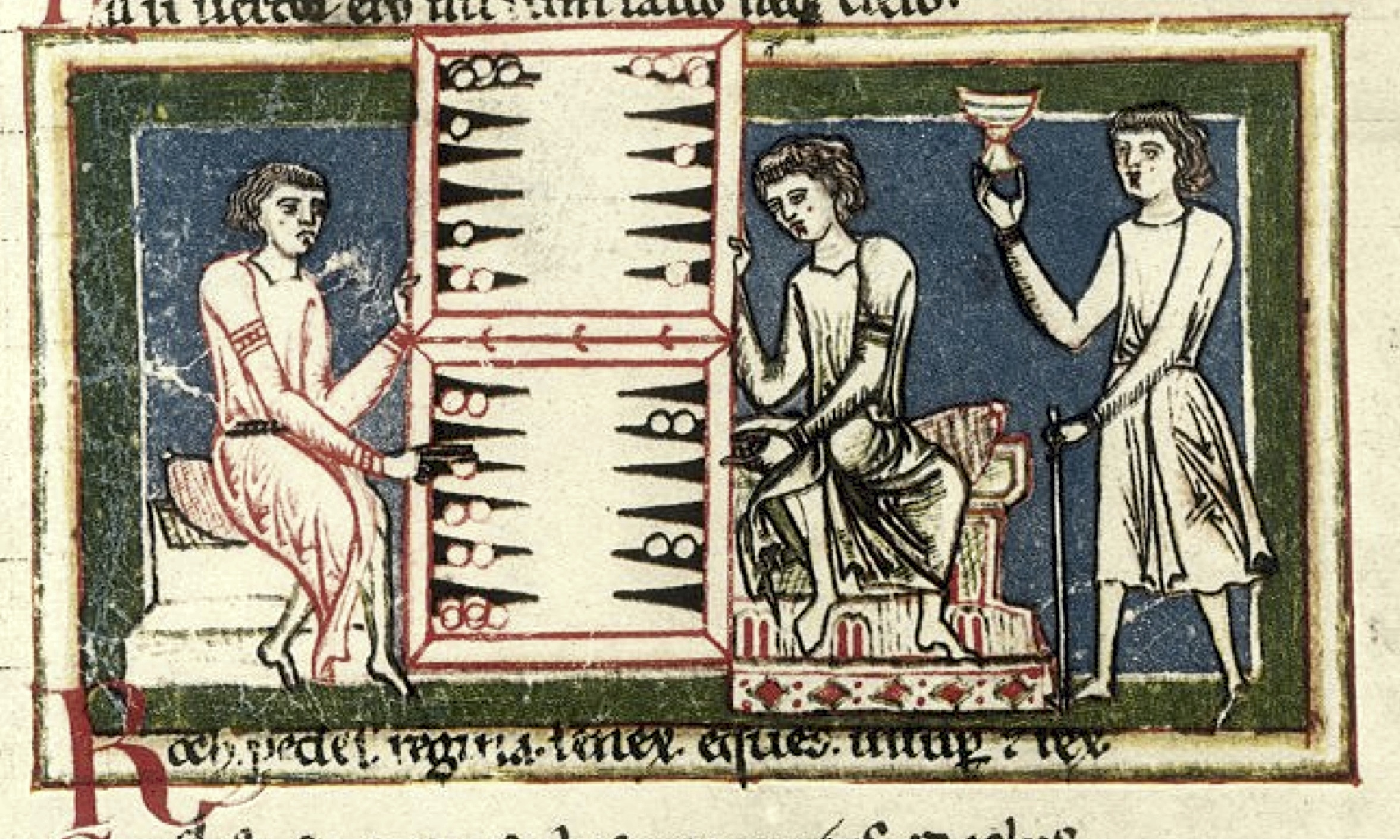
Середньовічне зображення гравців у табулу 13-го століття (Карміна Бурана)

Табула (середньогр.: τάβλη, дошка) — греко-римська гра на спеціальній дошці. Її вважають прямою попередницею сучасних нардів.

## Історія

Гра τάβλη (табула), у якій зіграв візантійський імператор Зенон у 480 н. е., а записав Агафій приблизно в 530 році н. е. Зенон (червоні) дуже невдало кинув кубики: 2, 5 і 6, і був змушений виставити вісім шашок по одній. А згідно з правилами суперник може побити такі окремі шашки. Див. «Гра Зенона в τάβλη» Роланда Дж. Остіна.

Згідно з Etymologiae Ісидора Севільського, табулу вперше винайшов грецький солдат Троянської війни на ім'я Алеа. Найдавніший збережений опис «τάβλη» наведений в праці Агафія (VI ст. н. е.), що присвячена візантійському імператорові Зенону (бл. 474—475; 476—491). Він описує гру, в якій позиція Зенона змінюється від сильної до дуже слабкої після невдалого кидка кубиків. За цим описом у XIX ст. Бек де Фукуре зміг реконструювати правила гри. У гру грали на дошці, яка майже ідентична дошці для сучасних нардів з 24 пунктами, по 12 з кожного боку. Двоє гравців мали по 15 шашок і рухали їх у протилежних напрямках навколо дошки, відповідно до кидків трьома кубиками. Суперник міг побити шашки, які стояли на дошці по одній. Побиття такої шашки, введення її знову в гру та утримання від ходу мали ті самі правила, що й нині. Однією відмінністю від сучасних нард було використання третього кубика, і другою — введення в гру шашок з-за меж дошки, а не з першого пункту.
В описі Агафія імператор Зенон мав білі шашки (на малюнку червоні), сім шашок на одному пункті, по дві на трьох пунктах і по одній на двох. Зенон кинув три кубики і на них випали 2, 5 і 6. Як і в нардах, Зенон не міг пересувати шашки на пункти, зайняті двома або більше шашками суперника. Був єдиний спосіб використати всі три шашки — розбити всі три групи, що складались із двох шашок, і таким чином зробити їх вразливими перед ходом суперника.
Табула, найімовірніше, з'явилась в результаті розвитку гри Ludus Duodecim Scriptorum, в якій був іще один ряд пунктів посередині.
Слово «τάβλη» досі використовують для позначення нард у Греції, а також у Туреччині (як тавла) і в Румунії (як table); в цих країнах нарди залишаються популярною грою на міських майданах і в кафе.